# Georgi Wladimirowitsch Schtschuko
Georgi (Juri) Wladimirowitsch Schtschuko (russisch Георгий (Юрий) Владимирович Щуко; * 2. Junijul. / 15. Juni 1905greg. in Rom; † 6. Oktober 1960 in Moskau) war ein sowjetischer Architekt.

## Leben
Schtschuko, Sohn des Architekten Wladimir Schtschuko, besuchte 1918–1924 die 182. Petrograder Arbeitseinheitsschule der 1. und 2. Stufe. Darauf studierte er 1925–1929 am Leningrader Höheren Künstlerisch-Technischen Institut in der Architektur-Fakultät. Seine Lehrer waren sein Vater Wladimir Schtschuko, Leonti Benois, Andrei Belogrud, Iwan Fomin, Wladimir Helfreich, Lew Rudnew und Sergei Serafimow. In seiner Diplomarbeit beschrieb Schtschuko das Projekt einer Bauausstellung.
1930–1932 wurde nach dem Projekt der Architekten Alexander Gegello, Andrei Ol und Noi Trozki der Leningrader OGPU-Gebäudekomplex am Liteiny Prospekt 4 gebaut, an dem Innokenti Bespalow, Nikolai Lansere, Schtschuko und Alexei Duschkin beteiligt waren.
1931 beteiligte sich Schtschuko an Oleg Ljalins und Jakow Swirskis Bau des Dinamo-Stadions auf der Leningrader Krestowski-Insel.
1933 ging Schtschuko nach Moskau, um in der von seinem Vater und Helfreich geleiteten Projektierungsgruppe für den Palast der Sowjets mitzuarbeiten. Zu der Gruppe gehörten Pawel Abrossimow, Alexander Welikanow, Leonid Poljakow, Igor Roschin, G. W. Seljugin, J. N. Seljakowa-Schuchajewa, Alexander Chrjakow u. a. 1933–1941 war Schtschuko Brigadier des Kleinen Saals für 6000 Personen. Der Palast der Sowjets wurde schließlich nicht gebaut.
1937–1939 baute Schtschuko mit seinem Vater und Helfreich den Hauptpavillon als imposantes Holzgebäude für die 1939 eröffnete Allunionslandwirtschaftsausstellung in Moskau.
Noch während des Deutsch-Sowjetischen Kriegs projektierte Schtschuko mit Helfreich 1944–1945 den Wiederaufbau Rschews. Gleichzeitig entwickelten sie mit Welikanow und Roschin ein Projekt für den Wettbewerb für den Aufbau des Chreschtschatyk in Kiew.
1951–1954 ersetzte Schtschuko mit Jewgeni Alexejewitsch Stoljarow den Hauptpavillon der Moskauer Allunionslandwirtschaftsausstellung durch ein Steingebäude, nun Zentralpavillon genannt. Die architektonische Form des Zentralpavillons entspricht den für den Palast der Sowjets entwickelten Prinzipien und ähnelt dem zentralen Turm der Admiralität in St. Petersburg.
1954–1955 baute Schtschuko mit Assen Spassow den Haupteingang zum Gorki-Park.
1957 schuf Schtschuko mit dem Architekten S. J. Turkowski und dem Bildhauer Pawel Bondarenko das Lenin-Denkmal in Sewastopol.
Schtschuko war mit Lidija Nikolajewna geborene Tschernoswitowa (1910–1985) verheiratet, die nach der Scheidung Isai Braudo heiratete. Die Tochter Schtschukos ist die Geologin Jelisaweta Georgijewna Schtschuko (* 1931).
Schtschuko starb in Moskau am 6. Oktober 1960 und wurde auf dem Nowodewitschi-Friedhof begraben.

## Werke (Auswahl)

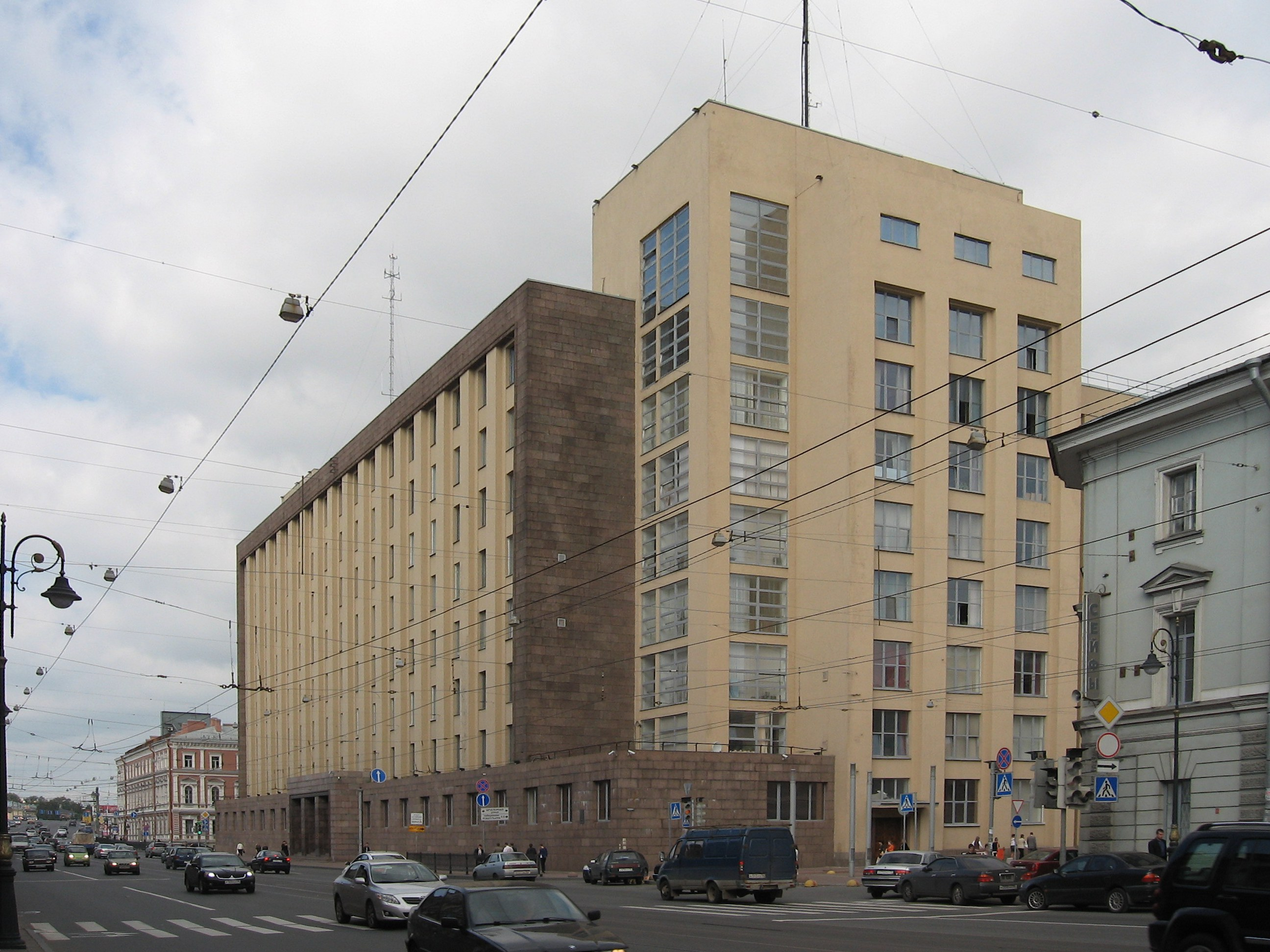
OGPU-Gebäude (1930–1932), Liteiny Prospekt 4, St. Petersburg
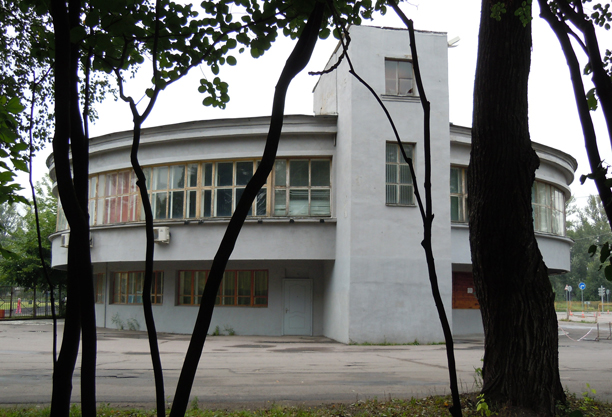
Dinamo-Stadion (1925–1934), St. Petersburg
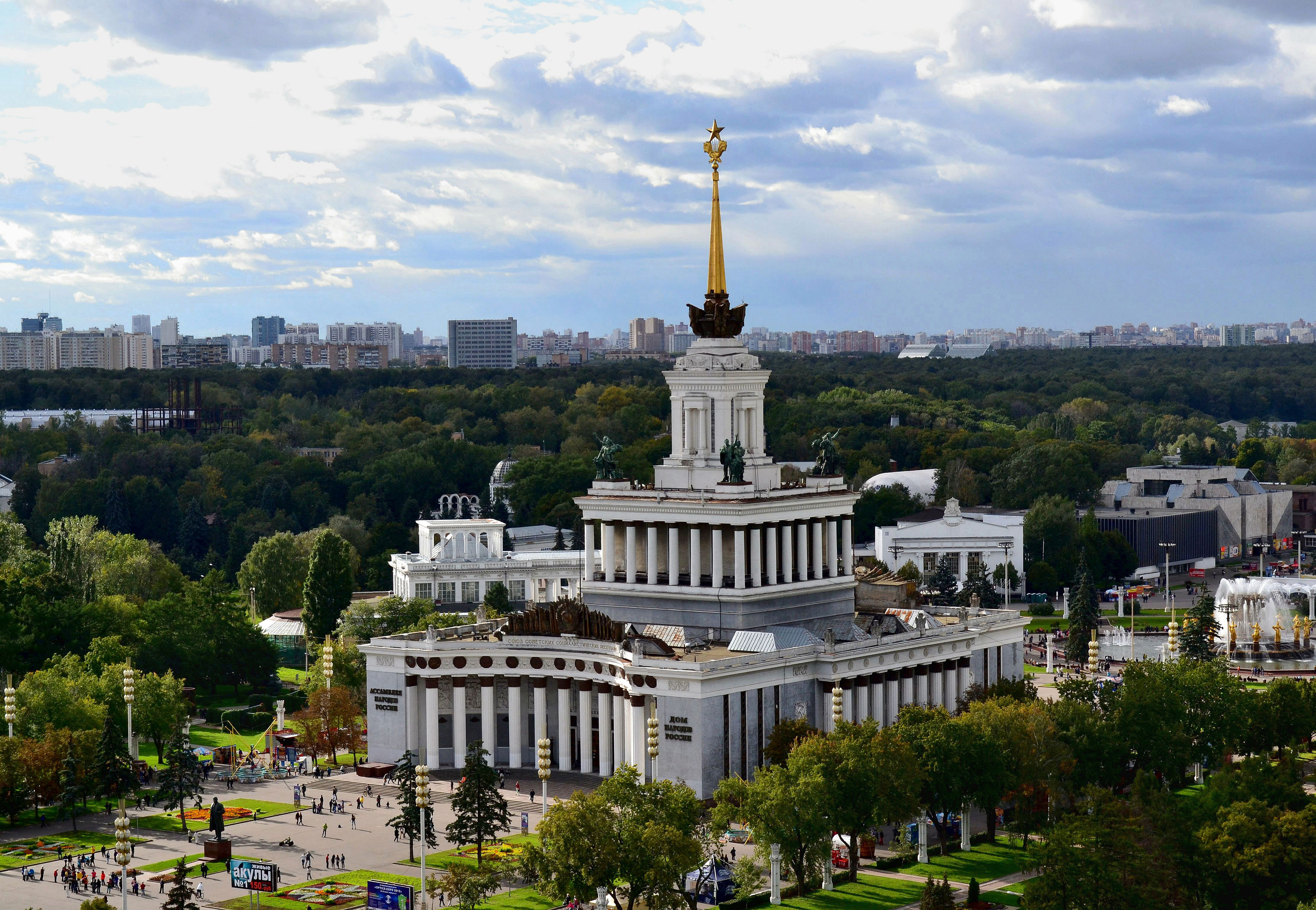
Zentraler Pavillon (1951–1954) der Allunionslandwirtschaftsausstellung, Moskau
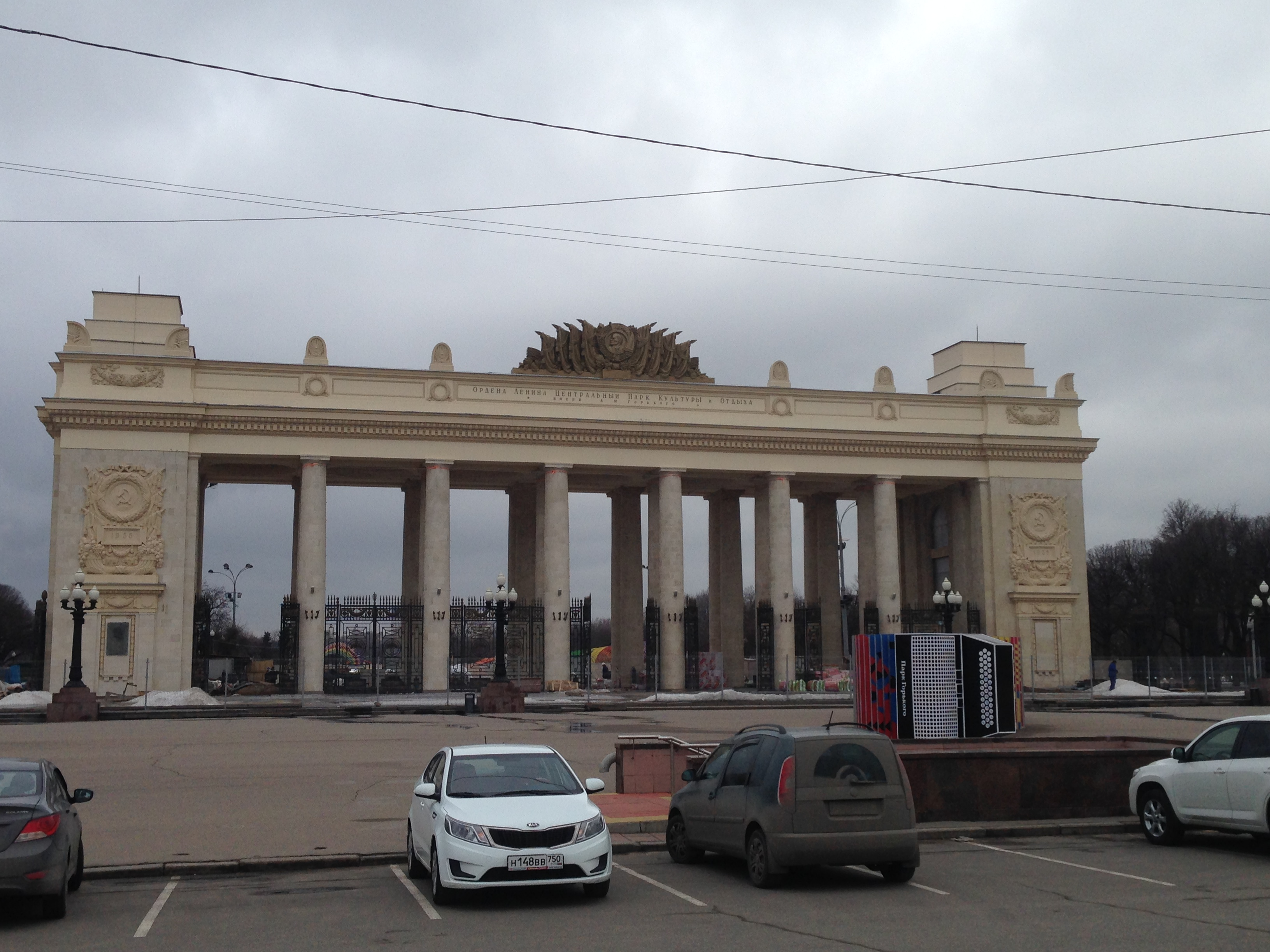
Haupteingang des Gorki-Parks (1954–1955), Moskau
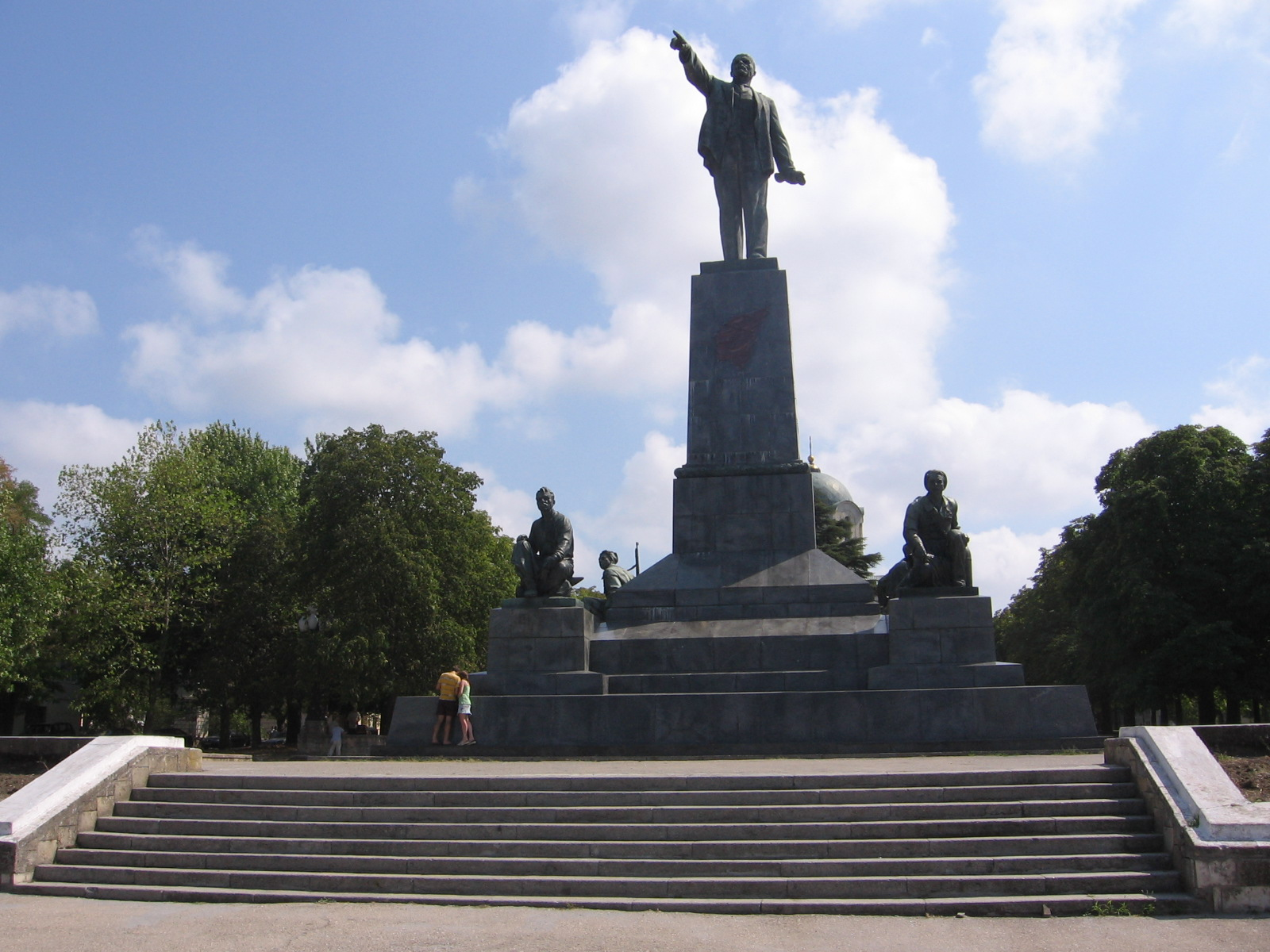
Lenin-Denkmal (1957), Sewastopol